# Senegalska rukometna reprezentacija
Senegalska rukometna reprezentacija predstavlja državu Senegal u športu rukometu.
Krovna organizacija:

## Nastupi naAP
- prvaci:
- doprvaci:
- treći: 1974.